# 다카하루정
다카하루정(일본어: 高原町)은 일본 미야자키현 남서부에 있는 니시모로카타군의 정이다.

## 지리
미야자키현 남서부에 있으며 미야자키시에서 서쪽으로 약 40km 떨어진 곳에 위치하고 서쪽은 가고시마현과 경계를 접한다. 기리시마 화산군의 산기슭에 위치해 면적의 약 50%가 고원 지대이고 나머지 50%를 산림이 차지하고 있다.

### 인접한 자치체
- 미야자키현
  - 미야코노조시
  - 고바야시시

- 가고시마현
  - 기리시마시

## 역사
- 1889년 5월 1일 - 정촌제 시행으로 니시모로카타군 다카하루촌이 성립하였다.
- 1934년 10월 5일 - 정으로 승격해 다카하루정이 되었다.

## 교통

### 철도
- 규슈 여객철도 깃토선

### 도로
- 미야자키 자동차도
- 국도 221호선
- 국도 223호선